# Centrale nucleare di Chapelcross
La centrale nucleare di Chapelcross è un impianto britannico di produzione elettrica situato presso Annan, nel Dumfries e Galloway, in Scozia. L'impianto è composto da 4 reattori Magnox da 48MW di potenza netta ognuno, chiusi nel 2004.